# Novodniprovka, Kameanka-Dniprovska
Novodniprovka (în ucraineană Новодніпровка) este localitatea de reședință a comunei Novodniprovka din raionul Kameanka-Dniprovska, regiunea Zaporijjea, Ucraina.

## Demografie
Componența lingvistică a localității Novodniprovka
     Rusă (75,3%)
     Ucraineană (24,27%)
     Alte limbi (0,12%)
Conform recensământului din 2001, majoritatea populației localității Novodniprovka era vorbitoare de rusă (75,3%), existând în minoritate și vorbitori de ucraineană (24,27%).